# Hằng số cấu trúc tinh tế

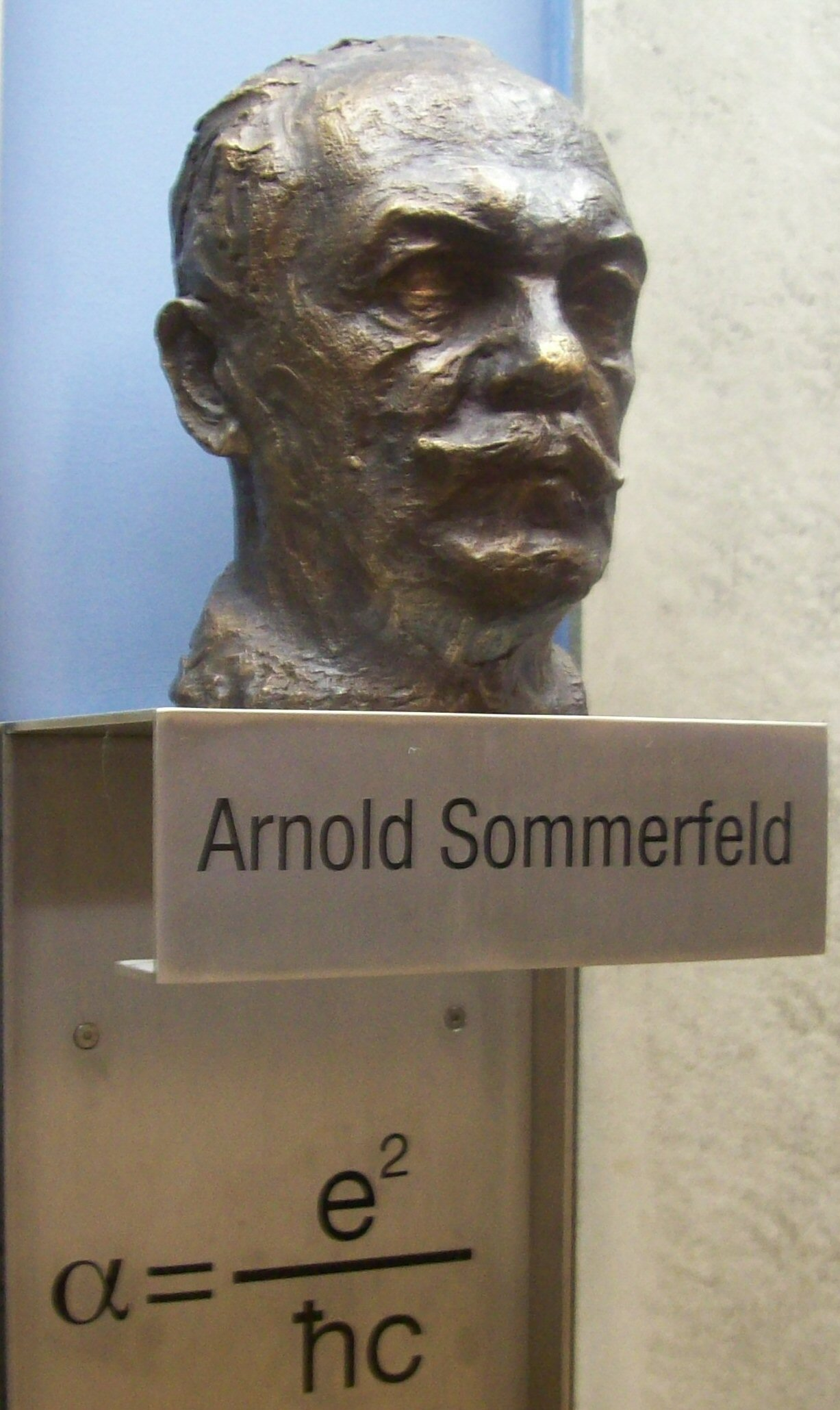
Tượng Sommerfeld đặt ở Đại học Ludwig-Maximilians (LMU), Theresienstr. 37, München, CHLB Đức. Bên dưới là công thức hằng số Sommerfeld trong hệ thống đo lường Gauß, là hệ thường dùng trong vật lý lý thuyết.

Trong vật lý học, hằng số cấu trúc tinh tế hoặc hằng số cấu trúc tế vi (Fine-structure constant), còn được gọi là hằng số Sommerfeld và thường được ký hiệu là {\displaystyle \alpha } (chữ alpha Hy Lạp), là một hằng số vật lý cơ bản đặc trưng cho mức độ tương tác điện từ giữa các hạt cơ bản tích điện.
Nó có liên quan đến điện tích cơ bản (hằng số liên kết điện từ) e, mà nó đặc trưng cho cường độ liên kết của một hạt cơ bản tích điện với trường điện từ, theo công thức 4πε0ħcα = e2. Là một đại lượng không thứ nguyên, nó có giá trị bằng số như nhau trong mọi hệ thống đơn vị đo lường.
Hằng số này được Arnold Sommerfeld đưa ra năm 1916 khi giải thích lý thuyết về sự phân tách (cấu trúc tinh tế) của các vạch phổ trong quang phổ của nguyên tử hydro. Vì thế nó được gọi là "hằng số Sommerfeld" hoặc "hằng số cấu trúc tinh tế Sommerfeld".

## Định nghĩa
Một số định nghĩa tương đương của α về hằng số vật lý cơ bản khác là:
{\displaystyle \alpha ={\frac {1}{4\pi \varepsilon _{0}}}{\frac {e^{2}}{\hbar c}}={\frac {\mu _{0}}{4\pi }}{\frac {e^{2}c}{\hbar }}={\frac {k_{\text{e}}e^{2}}{\hbar c}}={\frac {c\mu _{0}}{2R_{\text{K}}}}}
trong đó:
- e là điện tích cơ bản;
- π là số pi;
- ħ = h/2π là hằng số Planck rút gọn;
- c là tốc độ ánh sáng trong chân không;
- ε0 là hằng số điện môi (permittivity) của không gian tự do;
- µ0 là độ từ thẩm của không gian tự do;
- ke là hằng số Coulomb;
- RK là hằng số von Klitzing.

Định nghĩa phản ánh mối quan hệ giữa α và hằng số liên kết điện từ e, và là e = √4παε0ħc.

### Trong hệ phi SI
Trong hệ CGS điện tĩnh (tức CGSE), các đơn vị của điện tích, của statcoulomb (đơn vị điện tĩnh của điện tích), được xác định sao cho hằng số Coulomb ke, hoặc hằng số điện môi 4πε0, là 1 và không thứ nguyên. Khi đó sự biểu diễn của hằng số cấu trúc tinh tế như thường thấy trong văn liệu vật lý trước đây, trở thành
{\displaystyle \alpha ={\frac {e^{2}}{\hbar c}}.}
Trong hệ đơn vị tự nhiên (natural units), thường được sử dụng trong vật lý năng lượng cao, trong đó ε0 = c = ħ = 1, giá trị của hằng số cấu trúc tinh tế là
{\displaystyle \alpha ={\frac {e^{2}}{4\pi }}.}
Như vậy, mặc dù không thứ nguyên, hằng số cấu trúc tinh tế là cái gì đó khác, là định lượng xác định (hoặc xác định bằng) điện tích cơ bản: e = √4πα ≈ 0.30282212 theo đơn vị tự nhiên như thế của điện tích.